# Eleonora Bay
Die Eleonora Bay (in der deutschen Kolonialzeit Eleonorenbucht genannt) ist eine Bucht an der Nordküste im Westen der Insel Neubritannien. Sie liegt in der Provinz West New Britain von Papua-Neuguinea.

## Geographie
Das Gebiet der Bucht ist vulkanischen Ursprungs. Die Küstenlinie ist von gehobenen Korallenkalken, Riffen und Sandbänken geprägt. Die Bucht selbst ist etwa zwölf Kilometer breit und reicht etwa sechs Kilometer tief in das Landesinnere.
Im Westen begrenzt die Halbinsel Maputu mit deren nördlichstem Punkt, dem Kap Rudiger Point, und im Osten der Kavutu Point die Bucht. Die Umgebung ist bewaldet und die Küstenlinie ist von einigen Ansiedlungen mit Plantagenwirtschaft gesäumt.
Eine Vielzahl Inseln sind der Bucht vorgelagert und zentral in der Bucht gelegen. Sie begrenzen den meerseitigen Zugang zur Bucht auf eine nördliche und eine östliche Zufahrt, die beide von Riffen gesäumt und damit schwer passierbar sind.
An der südlichen Küste der Bucht befindet sich außerdem eine wenige hundert Meter breite Lagune, die als Comet Harbour (auch: Kikiwiei oder Talasea Harbour – in der deutschen Kolonialzeit Komethafen) benannt ist und nach Ausbruch des Ersten Weltkriegs bis etwa Oktober 1914 als Zufluchtspunkt der mit einer Funkausrüstung ausgestatteten Regierungsyacht der Kolonie Komet war.

## Geschichte

### Kolonialzeit
Nach der deutschen Kolonialzeit wurde Neubritannien im Ersten Weltkrieg von australischen Marineeinheiten besetzt und war nach dem Krieg Teil des australischen Mandatsgebietes.

### Zweiter Weltkrieg
Während des Zweiten Weltkrieges wurde Neubritannien im Frühjahr 1942 von japanischen Streitkräften erobert. Die Japaner nutzten die Bucht als Station für Lastkähne und kleinere Schiffe zur Nachschubversorgung.
Im Februar 1944 zogen sich japanische Streitkräfte entlang der Küste an der Eleanora Bay vorbei nach Osten zurück, nachdem die Amerikaner am Cape Gloucester gelandet waren.
An der östlichen Küste der Lagune Comet Harbour liegt die Linga Linga Plantage, die am 11. März 1944 Schauplatz einer Landung von US-Marineinfanterie wurde. Die US-Truppen verfolgten das Ziel, japanischen Einheiten den Rückzugsweg aus dem westlichen Neubritannien in Richtung Rabaul abzuschneiden. In der Folge kam es in der Umgebung der Lagune zu einigen Kämpfen, bis die Marines am 18. März wieder abgezogen wurden.